# Университет Квебека в Труа-Ривьере
Университет Квебека в Труа-Ривьере — основан в 1969 году, расположен в городе Труа-Ривьер, Квебек. В университете учатся 12000 студентов в 8 разных кампусах, включая главный в Труа-Ривьере. Около 900 из них приехали из 37 стран. Университет выдал более 54000 дипломов со дня своего основания. Университет имеет крупную библиотеку с 400,000 документами.

## История
УКТР был создан в 1969 году слиянием Университетского центра в Труа-Ривьере и Нормальной школы имени Мориса Дюплесси. Первый главный кампус Ренге был открыт в 1973 году. С 1973 года университет непрерывно растёт, были открыты кампусы в Центральнрм Квебеке, Монтережи, Ланодьере, городе Квебеке и Шодьере — Аппалачах.

## Академические программы
УКТР предлагает программы для получения специальностей инженера, хиропрактика, врача и учителя.